# Полина (Тюменская область)
Полина — деревня в Вагайском районе Тюменской области России. Входит в состав сельского поселения Птицкое.

## География
Село находится на берегу реки Ашлык примерно в 24 км от Вагая. Автобусное сообщение.

## Население
| 2010 |
| ---- |
| 61   |